# Pedro Carmona
Pedro Francisco Carmona Estanga (ur. 6 lipca 1941 w Barquisimeto) – były lider organizacji wenezuelskich pracodawców Fedecamaras oraz aktywny uczestnik nieudanego zamachu stanu w 2002, kiedy został zaprzysiężony na tymczasowego prezydenta kraju. Po klęsce zamachu stanu Carmona uciekł z aresztu domowego do Kolumbii, a stamtąd do Miami.

## Życiorys
Carmona jest absolwentem Katolickiego Uniwersytetu Andrésa Bello oraz Université Libre de Bruxelles, gdzie studiował ekonomię. Po studiach pracował w przemyśle petrochemicznym na stanowiskach menedżerskich, będąc zatrudnionym m.in. w Aditivos Orinoco, Quimica Venoco, Industrias Venoco i Promotora Venoco. W lipcu 2001 został wybrany przewodniczącym federacji pracodawców Fedecamaras na dwuletnią kadencję. Zasiadał również w Instytucie Handlu Zagranicznego oraz w komitecie zarządzającym Instytutu Wyższych Studiów nad Zarządzaniem Przedsiębiorstwami. Kilkakrotnie reprezentował Wenezuelę w trakcie handlowych misji zagranicznych.
Carmona był związany z antychavistowską opozycją jeszcze przed zamachem, często otwarcie krytykował kierunek polityki wewnętrznej prezydenta Wenezueli na łamach gazety El Universal oraz w innych prywatnych mediach. Zaprzysiężony na prezydenta został po domniemanej rezygnacji Hugo Cháveza wymuszonej przez potężną manifestację jego przeciwników pod wodzą grupy wojskowych. Carmona złożył przysięgę w pałacu Miraflores, po czym ogłosił tzw. dekret Carmony, w którym zawieszał Sąd Najwyższy, Zgromadzenie Narodowe i konstytucję Wenezueli. Treść dekretu kosztowała go jednak poparcie części środowisk wojskowych, co w rezultacie przesądziło o jego upadku po szturmie Miraflores podjętym przez sympatyków Chaveza razem z wierną mu gwardią pałacową.
Carmona po upadku zamachu zdołał uciec z aresztu domowego i otrzymał azyl w ambasadzie Kolumbii, skąd za zgodą Hugo Chaveza wyjechał do Kolumbii. Początkowo był osobą poszukiwaną przez policję wenezuelską, jednak został w styczniu 2008 formalnie amnestionowany razem z innymi organizatorami zamachu. Następnie przebywał w Miami w USA. Obecnie Carmona wykłada na Uniwersytecie Sergio Arboledy w Bogocie, podawane są również informacje o szkoleniu przez niego kolumbijskich agentów.

## Odznaczenia
- Wielki Łańcuch Orderu Oswobodziciela (Wenezuela)
- Krzyż Wielki Orderu Francisco de Miranda (Wenezuela)
- Order Bernardo O’Higginsa (Chile)
- Narodowy Order Zasługi (Kolumbia)[6]
- Order Słońca Peru (Peru)